# Карл фон Блаас
Карл фон Блаас (нім. Karl von Blaas; 28 квітня 1815, Наудерс, Тіроль — 19 березня 1894, Відень) — австрійський художник, який працював в історичному жанрі пізнього бідермаєра. Педагог, професор академій образотворчих мистецтв Відня (1851) і Венеції (1855).

## Біографія
Народився в небагатій родині. Помітивши ранні таланти Карла в малюванні, родичі, в першу чергу, його дядько по матері — барон Франц Ксав'єр Путшер фон Ешенбург (1768—1841), в майбутньому покровитель молодого художника, змогли відправити його в 1832 році на навчання до Інсбрука, а потім в Італію, де він закінчив Венеціанську академію красних мистецтв. Учень Людовіко Ліппаріні.
У березні 1837 Карл написав у Венеції свою першу велику історичну картину «Мойсей на горі Синай» за яку отримав Римський приз Академії Відня і п'ятирічний грант для поїздки в столицю Італії. У тому ж році художник відбув до Рима.
Кілька років він прожив у Флоренції та Римі, де на нього великий вплив справила творчість Йоганна Фрідріха Овербека, особливо фрески, виконані майстром.
Уже у 20 років, завдяки кільком нагородам, отриманим на художніх виставках Венеції, став користуватися широкою популярністю, як талановитий портретист і майстер історичного живопису.
У 1851 році К. Блаас прийняв пропозицію обійняти посаду професора історичного живопису Віденської академії образотворчих мистецтв. У цей період їм створені фрески для столичного костелу Altlerchenfelder Pfarrkirche і Військово-історичного музею у Відні.
У 1855 році картина художника «Карл Великий відвідує школу хлопчиків» була відзначена премією на Всесвітній виставці в Парижі. У тому ж році сім'я художника переїхала до Венеції, де Карл фон Блаас став професором Королівської академії красних мистецтв Венеції.

## Творчість
К. Блаас — історичний живописець і жанрист, писав полотна також на міфологічні та релігійні теми, портрети. Історичні картини художника мали великий успіх в австро-угорської аристократії та представників імператорської габсбурзької сім'ї, а також італійських замовників.
Головною працею Карла фон Блааса є фрески з найважливішими сценами з історії Австрії в Залі слави Віденського військово-історичного музею.
Серед його учнів у Віденській академії був художник-орієнталіст Леопольд Карл Мюллер.
Його сини Ежен де Блаас (1843—1931) і Юліус фон Блаас (1845—1922) також були жанровими та історичними живописцями.
У 1895 році одна з вулиць дев'ятнадцятого району Відня — Деблінга була названа на його честь — Blaasstraße.